# Serie B i fotboll 1985/1986
Serie B i fotboll 1985/1986 innebar att Ascoli, Brescia, och Empoli gick till Serie A.

## Slutställning
| P   | Team              | Spelade | Vinst | Oavgjort | Förlust | Gjorda mål | Insläppta mål | Målskillnad | Poäng | Notering              |
| --- | ----------------- | ------- | ----- | -------- | ------- | ---------- | ------------- | ----------- | ----- | --------------------- |
| 1.  | Ascoli            | 38      | 17    | 16       | 5       | 56         | 33            | +23         | 50    | Till Serie A          |
| 2.  | Brescia           | 38      | 17    | 13       | 8       | 41         | 28            | +13         | 47    | Till Serie A          |
| 3.  | Lanerossi Vicenza | 38      | 16    | 14       | 8       | 48         | 33            | +15         | 46    |                       |
| 4.  | Empoli            | 38      | 13    | 19       | 6       | 32         | 28            | +4          | 45    | Till Serie A          |
| 5.  | Triestina         | 38      | 15    | 15       | 8       | 40         | 30            | +10         | 44    |                       |
| 6.  | Bologna           | 38      | 15    | 11       | 12      | 37         | 29            | +8          | 41    |                       |
| 7.  | Genoa             | 38      | 14    | 12       | 12      | 35         | 31            | +4          | 40    |                       |
| 8.  | Cesena            | 38      | 12    | 15       | 11      | 42         | 38            | +4          | 39    |                       |
| 9.  | Cremonese         | 38      | 10    | 17       | 11      | 35         | 31            | +4          | 37    |                       |
| 9.  | Campobasso        | 38      | 9     | 19       | 10      | 30         | 36            | -6          | 37    |                       |
| 11. | Arezzo            | 38      | 9     | 18       | 11      | 37         | 40            | -3          | 36    |                       |
| 11. | Lazio             | 38      | 11    | 14       | 13      | 38         | 42            | -4          | 36    |                       |
| 11. | Catania           | 38      | 12    | 12       | 14      | 30         | 37            | -7          | 36    |                       |
| 14. | Sambenedettese    | 38      | 10    | 15       | 13      | 26         | 26            | +0          | 35    |                       |
| 14. | Cagliari          | 38      | 13    | 9        | 16      | 27         | 38            | -11         | 35    |                       |
| 16. | Palermo           | 38      | 7     | 20       | 11      | 27         | 35            | -8          | 34    | Uteslutna             |
| 17. | Pescara           | 38      | 10    | 13       | 15      | 33         | 37            | -4          | 33    |                       |
| 18. | Perugia           | 38      | 8     | 16       | 14      | 29         | 39            | -10         | 32    | Relegated to Serie C2 |
| 19. | Catanzaro         | 38      | 9     | 12       | 17      | 33         | 45            | -12         | 30    | Till Serie C1         |
| 20. | Monza             | 38      | 6     | 14       | 18      | 25         | 45            | -20         | 26    | Till Serie C1         |